# گری گاردنز
«گری گاردنز» (انگلیسی: Grey Gardens) فیلمی در ژانر مستند به کارگردانی آلبرت می‌زلیس و دیوید می‌زلیس است که در سال ۱۹۷۵ منتشر شد.
در سال ۲۰۱۵ بی‌بی‌سی طی نظرسنجی از ۶۲ منتقد فیلم، فهرستی از صد فیلم برتر سینمای آمریکا را تدوین و منتشر کرد که این فیلم در رده ۵۳ قرار داشت.

## تاریخچه
ایدت یویینگ بوویه بیل (۱۸۹۵–۱۹۷۷) معروف به «بیگ ادی» و دخترش ایدت بوویه بیل (۱۹۱۷–۲۰۰۲) معروف به «لیتل ادی»، به ترتیب خاله و دخترخاله بانوی اول آمریکا ژاکلین کندی اوناسیس بودند. این دو زن ده‌ها سال با هم در عمارت گری گاردنز زندگی کردند؛ با سرمایه محدود، آلودگی و انزوای روزافزون.
در سال ۱۸۹۷ جوزف گرینلیف تورپ این خانه را طراحی کرد و «بیگ ادی» و شوهرش فیلن بیل در سال ۱۹۲۳ آن را خریدند. بعد از این که فیلن همسرش را ترک کرد، «بیگ ادی» و «لیتل ادی» بیش از ۵۰سال در آنجا زندگی کردند. بخاطر رنگ تپه‌های شنی، دیوارهای بتنی باغ و غبار دریا آنجا را گری گاردنز (باغ‌های خاکستری) نامیدند.
از پاییز ۱۹۷۱ تا ۱۹۷۲، مقاله ای در نشنال اینکوایر و داستانی در نیویورک به وضع زندگی آن‌ها پرداختند؛ خانه مملو از کک بود، گربه‌ها و راکون‌های زیادی در آن ساکن بودند، آب لوله‌کشی نداشتند و پر از زباله بود. وقتی حکم تخلیه و ویرانی خانه صادر شد، در تابستان ۱۹۷۲ ژاکلین اوناسیس و خواهرش لی رادزیویل سرمایه لازم را برای تعمیر خانه فراهم کردند تا با هنجارهای روستا مطابقت داشته باشد.
آلبرت و دیوید میسلز به داستان این دو زن علاقه‌مند شدند و مجوزهای لازم برای تهیه یک مستند را گرفتند. این مستند در سال ۱۹۷۶ پخش شد و مورد انتقادهای گسترده‌ای قرار گرفت. این دو زن بخاطر تکنیک سینمای مستقیم مجبور شدند داستان‌های خود را تعریف کنند.

## پیامدها
«بیگ ادی» در سال ۱۹۷۷ فوت کرد و «لیتل ادی» در سال ۱۹۷۹ خانه را ۲۲۰۰۰۰دلار (۷۷۵۰۰۰دلار امروزی) به سالی کویین و شوهرش بن بردلی، ویراستار باسابقه واشینگتن پست، فروخت. آن‌ها قول دادند این سازه فرسوده را بازسازی کنند (در قرارداد فروش، ویرانی خانه منع شده بود). این زوج خانه و زمین‌هایش را بازسازی کردند و «لیتل ادی» در سال ۲۰۰۲، در ۸۴سالگی در فلوریدا فوت کرد.
جری تور، کارگر نوجوانی بود که در مستند نشان داده می‌شد. تا سال‌ها بعد، فیلمسازان به دنبالش بودند تا اینکه در سال ۲۰۰۵ اتفاقی پیدا شد. معلوم شد در نیویورک سیتی راننده تاکسی شده‌است. جیسون هی و استیو پلیزا در سال ۲۰۱۱ مستندی با نام رب النوع مرمرین گری گاردنز ساختند و نشان دادند که جری در لیگ دانشجویان هنر نیویورک، به مجسمه‌سازی مشغول است.
لوئیس رایت نزدیک ۳۰ سال از اوایل دهه ۱۹۸۰ تا دسامبر ۲۰۱۸ مجری یک برنامه تلویزیونی در ایست همپتون بود. او کتابی نوشت و به تجربیاتش در آن خانه و تعاملاتش با بیل‌ها پرداخت.
کویین و بردلی ۳۵ سال در گری گاردنز زندگی کردند تا اینکه بردلی در سال ۲۰۱۴ فوت کرد و تنهایی در آن خانه برای کویین «زیادی غم‌انگیز» بود. تا چند سال، آنجا را اجاره می‌دادند تا اینکه نهایتاً در سال ۲۰۱۷ به فروش رفت. پیش از این، کویین مجبور شد اثاثیه متعلق به بیل‌ها را به دلیل نبود جا بفروشد. لیز لنگ طراح مد است و در حال حاضر مالک گری گاردنز می‌باشد. او کاملاً خانه و باغ‌های اطرافش را بازسازی کرده‌است.